# غاوسو تراوري
غاوسو تراوري (بالفرنسية: Gaoussou Traoré)‏ هو لاعب كرة قدم فرنسي في مركز الوسط، ولد في 4 ديسمبر 1999 في أميان في فرنسا. لعب مع نادي أميان.

## وصلات خارجية
- غاوسو تراوري على موقع قاعدة بيانات كرة القدم.إي يو (الإنجليزية)
- غاوسو تراوري على موقع Soccerway.com (الإنجليزية)
- غاوسو تراوري على موقع عالم كرة القدم.نت (الإنجليزية)